# 토마스 랑게
토마스 랑게(독일어: Thomas Lange, 1964년 2월 27일 ~ )는 전 독일의 조정 선수로 하계 올림픽 개인전 종목의 2개의 금메달과 1개의 동메달을 획득하였다.
아이슬레벤에서 태어난 랑게는 페르티 카르피넨, 페터 - 미하엘 콜베와 브야체슬라프 이바노프와 더불어 3개의 다른 올림픽에서 개인전 메달을 획득하는 데 단 하나의 조정 선수이다.
그의 첫 국제적 출연은 자신이 2인전 종목을 우승한 1980년 세계 주니어 조정 선수권 대회였다. 그러고나서 그는 다음 2개의 세계 주니어 선수권에서 개인전 타이틀을 우승하였다.
1983년 그는 시니어 수준에 나갔고, 19세의 나이로 우베 헤프너와 함께 세계 조정 선수권 대회에서 2인전을 우승하고 2년 후에도 되풀이하였다. 랑게와 헤프너는 1984년 로스앤젤레스 올림픽을 위한 우승 후보일 수 있었지만, 동독은 보이콧을 선택하였다.
1986년 랑게는 개인전으로 바꾸었다. 하지만 병이 그해에 경연으로부터 그를 나가지 못하게 하였다. 1987년에 회복되자 이전의 12개의 세계와 올림픽 타이틀 중 10개를 우승한 카르피넨과 콜베를 꺾고 첫 세계 선수권을 우승하였다. 그는 1988년 서울 올림픽에서 우승하면서 이 승리를 되풀이하고, 이듬해 또 다시 세계 선수권을 우승하였다.
그때로 봐서 동독은 붕괴되고 랑게는 의사로서 자신의 공부를 시작하였다. 그의 부친은 슈타지의 일원이었고 베를린 장벽이 무너진 날에 자살하였다. 자신의 지나친 요구의 계획과 모국의 붕괴의 감정적 불안에 불구하고 랑게는 세계 선수권에서 슈테판 울리히와 함께 2인전의 은메달을 땄다.
1991년 통일된 독일을 대표하여 랑게는 개인전의 세계 타이틀을 다시 우승하였다. 이듬해 바르셀로나 올림픽에서 개인전의 우승을 되풀이하자, 그에게는 세계 선수권 혹은 올림픽 개인전의 5연속 승리였다.
1993년 세계 선수권 3위를 하고 자신의 의학 공부에 집중하려고 1994년을 떼낸 후, 1996년 애틀랜타 올림픽에 돌아와 동메달을 땄다.
1997년 랑게는 조정에서 눈에 띄는 경력으로 토마스 켈러 상을 수상하였다. 현재 그는 라체부르크에서 의사로 일하고 있다.